# Championnat du monde de la Fédération internationale des échecs 2004

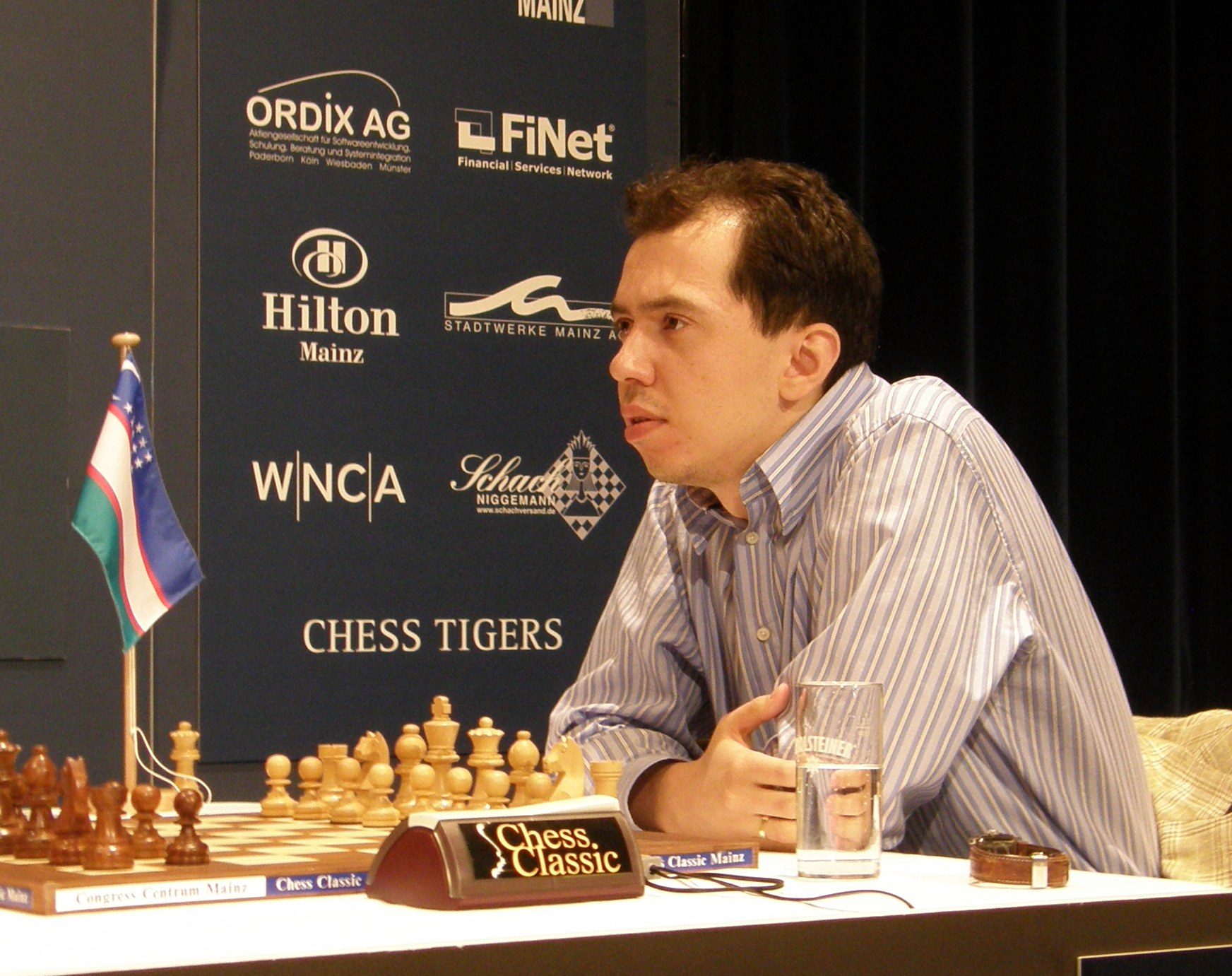
Rustam Qosimjonov

Le Championnat du monde de la Fédération internationale des échecs 2004 s’est tenu à l’hôtel Almahary à Tripoli en Libye du 18 juin au 13 juillet.
Il a été remporté par l’Ouzbek Rustam Qosimjonov qui a battu le Britannique Michael Adams en finale sur un score de 4,5-3,5.
Il a gagné le premier prix de 100 000 USD (dont 20 % pour la Fédération internationale des échecs) et le titre de champion du monde d’échecs FIDE.

## Réunification du titre de champion du monde
Depuis 1993, l'année où Garry Kasparov, tenant du titre depuis 1985, et l'anglais Nigel Short créent un schisme et organisent un championnat du monde parallèle et non reconnu par la Fédération internationale des échecs, il y a deux championnats distincts : l'un organisé par la FIDE, l'autre par la Professional Chess Association, une organisation fondée par Kasparov dans ce but.
Depuis lors, diverses tentatives de réunification du titre ont été tentées, la plus sérieuse étant l'accord de Prague de 2002. Après que ce dernier eut capoté en 2003 à la suite du refus du tenant du titre FIDE 2002, Ruslan Ponomariov, le plan révisé de réunification voulait que le vainqueur du tournoi de Tripoli rencontre le numéro 1 mondial, Kasparov et que le vainqueur rencontre à son tour le gagnant du match entre Vladimir Kramnik, tenant du titre de la branche dissidente (dite classique) et le vainqueur du Tournoi d'échecs de Dortmund, Péter Lékó pour le titre de Champion du monde réunifié.
Peu après le championnat de Tripoli, la FIDE lance un appel d'offres pour l'organisation du match entre Kasparov et Qosimjonov, mais aucun sponsor n'y répond. En mars 2005, Kasparov annonce qu'il abandonne la compétition de haut niveau, rendant ce match obsolète.
Le titre ne fut finalement réunifié qu'en 2006, après la rencontre entre le champion du monde FIDE 2005, Veselin Topalov et Vladimir Kramnik.

## Controverses
Ce championnat du monde a essuyé de nombreuses critiques dans divers domaines.

### Le format
Une critique qu'il a partagée avec des rencontres précédentes concerne la cadence du tournoi. La cadence relativement rapide de 90 minutes pour les 40 premiers coups suivies de 15 minutes plus 30 secondes par coup n'a pas été du goût de tous les joueurs. Zhan Zong, par exemple, a déclaré que la cadence était trop rapide pour un championnat du monde, et que des contrôles de temps plus classiques auraient été de mise. Nigel Short écrivit que si on interrogeait les 100 meilleurs joueurs mondiaux, on aurait probablement comme résultat que 75 % d'entre eux seraient opposés à cette cadence.
Un autre sujet de critique fut le format à élimination directe. Bien que ce dernier fût aussi employé lors de championnats précédents, la rapidité des matchs (2 parties jusqu'aux quarts de finale (5 premiers tours), 4 parties en demi-finale et 6 parties en finale) a contribué à amoindrir la capacité de ce championnat à déterminer le meilleur joueur du monde aux yeux de certains commentateurs.

### L’endroit
Le choix de la Libye comme hôte du championnat a probablement été le principal sujet de critique. Outre les accusations de violations des droits de l'homme et de terrorisme étatique qui n'ont pas enchanté les participants, la politique consistant à refuser l'entrée des citoyens israéliens a causé de réels problèmes pratiques, puisque trois d'entre eux, Boris Gelfand, Emil Sutovsky et Ilya Smirin s'étaient qualifiés ou faisaient partie des joueurs de réserve au cas où l'un des qualifiés ferait défaut. D'autre part, certains joueurs disposaient de la double nationalité américaine et israélienne et craignaient d'être refoulés pour cette raison.
Se rendant compte du problème avec un peu de retard, la FIDE annonça que certains matchs impliquant des joueurs israéliens se dérouleraient à Malte et certains participants, comme Emil Sutovsky n'acceptèrent l'invitation au tournoi qu'à cette condition expresse. Ce dispositif fut cependant annulé quand la Libye annonça officiellement que tous les joueurs qualifiés seraient les bienvenus, ce qui a été interprété par la FIDE comme par la plupart des joueurs comme étant un gage d'ouverture pour les joueurs israéliens, malheureusement rapidement démenti par les déclarations publiques de Mohamed Kadhafi, président du comité olympique de la Jamahiriya arabe libyenne et fils du leader Mouammar Kadhafi, indiquant que « nous (les Libyens) n'avons pas invité et n'inviterons pas les ennemis sionistes à ce championnat ».
La Fédération internationale des échecs a été l'objet de vives critiques au sujet de ses déclarations ambiguës, contradictoires ou tardives, notamment de la part le l'Association of Chess Professionals par la voix de son président, Joël Lautier qui note qu'il subsiste des incertitudes quant à l'obtention d'un visa sur le sol libyen et que le sort de la délégation israélienne n'est pas clair, mais aussi de la part de Beatriz Marinello, la présidente de la fédération américaine et de Boris Gulko qui disposait de la double nationalité.
Devant les incertitudes quant à leur accueil sur le sol libyen, les joueurs concernés ont fini par renoncer à participer au tournoi. Seul restait le Suisse Vadim Milov, qui dispose aussi d'un passeport israélien, mais ce dernier s'est plaint de ne pas avoir reçu l'invitation à temps pour pouvoir se rendre à Tripoli. Invité à se prononcer sur ce cas, le tribunal arbitral du sport l'a finalement débouté.

## Liste des participants
Le 28 mai, la FIDE a publié la liste « finale » des participants, cependant des changements eurent lieu à la suite du désistement de Boris Gulko, Alexander Shabalov, et Alexander Onischuk.
Une liste ultérieure, également « finale », inclut les joueurs d'une force allant de Veselin Topalov (2737 Elo et numéro 5 mondial au classement Elo) jusqu'au joueur local Tarik Abulhul (classé 2076). Il n'incluait que trois des dix premiers joueurs du monde : manquaient Garry Kasparov parce qu'il devait jouer contre le gagnant, Péter Lékó et Vladimir Kramnik parce qu'ils étaient impliqués dans le championnat du monde dit classique, Viswanathan Anand et Ruslan Ponomariov pour protester contre ce qu'ils estimaient être un traitement de faveur pour Kasparov, et d'autres joueurs qui ont décliné, soit pour des raisons personnelles, soit pour protester contre la discrimination envers les joueurs israéliens.
Lors de ce tournoi est présent le très précoce Magnus Carlsen, alors agé de 14 ans, faisant de lui le plus jeune participant à un tournoi de ce type. Il est défait au premier tour en quatre parties par Levon Aronian, étoile montante.
Voici la liste des 128 participants inscrits :
| No | Joueur                 | Féd.                                        | Elo  |
| -- | ---------------------- | ------------------------------------------- | ---- |
| 1  | Veselin Topalov        | Drapeau de la Bulgarie                      | 2737 |
| 2  | Aleksandr Morozevitch  | Drapeau de la Russie                        | 2732 |
| 3  | Michael Adams          | Drapeau de l'Angleterre                     | 2731 |
| 4  | Aleksandr Grichtchouk  | Drapeau de la Russie                        | 2719 |
| 5  | Vassili Ivantchouk     | Drapeau de l'Ukraine                        | 2716 |
| 6  | Nigel Short            | Drapeau de l'Angleterre                     | 2712 |
| 7  | Vladimir Malakhov      | Drapeau de la Russie                        | 2695 |
| 8  | Liviu-Dieter Nisipeanu | Drapeau de la Roumanie                      | 2692 |
| 9  | Ivan Sokolov           | Drapeau des Pays-Bas                        | 2690 |
| 10 | Alekseï Dreïev         | Drapeau de la Russie                        | 2689 |
| 11 | Vladimir Akopian       | Drapeau de l'Arménie                        | 2689 |
| 12 | Ye Jiangchuan          | Drapeau de la République populaire de Chine | 2681 |
| 13 | Vadim Milov            | Drapeau de la Suisse                        | 2680 |
| 14 | Zurab Azmaiparashvili  | Drapeau de la Géorgie                       | 2679 |
| 15 | Étienne Bacrot         | Drapeau de la France                        | 2675 |
| 16 | Mikhail Gourevitch     | Drapeau de la Belgique                      | 2672 |
| 17 | Sergueï Roublevski     | Drapeau de la Russie                        | 2671 |
| 18 | Teimour Radjabov       | Drapeau de l'Azerbaïdjan                    | 2670 |
| 19 | Alekseï Aleksandrov    | Drapeau de la Biélorussie                   | 2668 |
| 20 | Aleksandr Beliavski    | Drapeau de la Slovénie                      | 2667 |
| 21 | Francisco Vallejo Pons | Drapeau de l'Espagne                        | 2666 |
| 22 | Viktor Bologan         | Drapeau de la Moldavie                      | 2665 |
| 23 | Konstantin Sakaïev     | Drapeau de la Russie                        | 2665 |
| 24 | Krishnan Sasikiran     | Drapeau de l'Inde                           | 2659 |
| 25 | Shakhriyar Mamedyarov  | Drapeau de l'Azerbaïdjan                    | 2657 |
| 26 | Alexander Graf         | Drapeau de l'Allemagne                      | 2656 |
| 27 | Vadim Zviaguintsev     | Drapeau de la Russie                        | 2654 |
| 28 | Rustam Qosimjonov      | Drapeau de l'Ouzbékistan                    | 2652 |
| 29 | Loek van Wely          | Drapeau des Pays-Bas                        | 2651 |
| 30 | Alexandre Motylev      | Drapeau de la Russie                        | 2649 |
| 31 | Giovanni Vescovi       | Drapeau du Brésil                           | 2648 |
| 32 | Predrag Nikolić        | Drapeau de la Bosnie-Herzégovine            | 2648 |
| 33 | Sergey Movsesian       | Drapeau de la Slovaquie                     | 2647 |
| 34 | Levon Aronian          | Drapeau de l'Arménie                        | 2645 |
| 35 | Jóhann Hjartarson      | Drapeau de l'Islande                        | 2640 |
| 36 | Valeri Filippov        | Drapeau de la Russie                        | 2639 |
| 37 | Rafael Vaganian        | Drapeau de l'Arménie                        | 2639 |
| 38 | Kiril Georgiev         | Drapeau de la Macédoine                     | 2637 |
| 39 | Vladislav Tkachiev     | Drapeau de la France                        | 2635 |
| 40 | Smbat Lputian          | Drapeau de l'Arménie                        | 2634 |
| 41 | Zhang Zhong            | Drapeau de la République populaire de Chine | 2633 |
| 42 | Bartłomiej Macieja     | Drapeau de la Pologne                       | 2633 |
| 43 | Aleksandr Moiseenko    | Drapeau de l'Ukraine                        | 2631 |

| No | Joueur                 | Féd.                                            | Elo  |
| -- | ---------------------- | ----------------------------------------------- | ---- |
| 44 | Zoltán Almási          | Drapeau de la Hongrie                           | 2631 |
| 45 | Mikhaïl Kobalia        | Drapeau de la Russie                            | 2630 |
| 46 | Sergueï Volkov         | Drapeau de la Russie                            | 2629 |
| 47 | Peter Heine Nielsen    | Drapeau du Danemark                             | 2628 |
| 48 | Viorel Iordăchescu     | Drapeau de la Moldavie                          | 2627 |
| 49 | Zdenko Kožul           | Drapeau de la Croatie                           | 2627 |
| 50 | Darmen Sadvakassov     | Drapeau du Kazakhstan                           | 2626 |
| 51 | Aleksandr Lastine      | Drapeau de la Russie                            | 2622 |
| 52 | Bu Xiangzhi            | Drapeau de la République populaire de Chine     | 2621 |
| 53 | Ievgueni Vladimirov    | Drapeau du Kazakhstan                           | 2621 |
| 54 | Ievgueni Alekseïev     | Drapeau de la Russie                            | 2616 |
| 55 | Baadur Jobava          | Drapeau de la Géorgie                           | 2616 |
| 56 | Rustem Dautov          | Drapeau de l'Allemagne                          | 2616 |
| 57 | Gabriel Sargissian     | Drapeau de l'Arménie                            | 2614 |
| 58 | Leinier Domínguez      | Drapeau de Cuba                                 | 2612 |
| 59 | Michał Krasenkow       | Drapeau de la Pologne                           | 2609 |
| 60 | Xu Jun                 | Drapeau de la République populaire de Chine     | 2608 |
| 61 | Vassílios Kotroniás    | Drapeau de Chypre                               | 2607 |
| 62 | Karen Asrian           | Drapeau de l'Arménie                            | 2605 |
| 63 | Lázaro Bruzón          | Drapeau de Cuba                                 | 2602 |
| 64 | Aleksander Delchev     | Drapeau de la Bulgarie                          | 2602 |
| 65 | Aleksandr Galkine      | Drapeau de la Russie                            | 2602 |
| 66 | Pavel Smirnov          | Drapeau de la Russie                            | 2601 |
| 67 | Evgeni Agrest          | Drapeau de la Suède                             | 2601 |
| 68 | Gueorgui Katcheichvili | Drapeau de la Géorgie                           | 2600 |
| 69 | Pentala Harikrishna    | Drapeau de l'Inde                               | 2599 |
| 70 | Gilberto Milos         | Drapeau du Brésil                               | 2599 |
| 71 | Ernesto Inarkiev       | Drapeau de la Russie                            | 2595 |
| 72 | Sergei Tiviakov        | Drapeau des Pays-Bas                            | 2593 |
| 73 | Andreï Kharlov         | Drapeau de la Russie                            | 2593 |
| 74 | Rubén Felgaer          | Drapeau de l'Argentine                          | 2592 |
| 75 | Utut Adianto           | Drapeau de l'Indonésie                          | 2591 |
| 76 | Ni Hua                 | Drapeau de la République populaire de Chine     | 2587 |
| 77 | Ashot Anastasian       | Drapeau de l'Arménie                            | 2587 |
| 78 | Robert Kempiński       | Drapeau de la Pologne                           | 2586 |
| 79 | Pavel Kotsour          | Drapeau du Kazakhstan                           | 2586 |
| 80 | Đào Thiên Hải          | Drapeau de la République socialiste du Viêt Nam | 2583 |
| 81 | Iván Morovic           | Drapeau du Chili                                | 2583 |
| 82 | Surya Ganguly          | Drapeau de l'Inde                               | 2582 |
| 83 | Hikaru Nakamura        | Drapeau des États-Unis                          | 2580 |
| 84 | Sergueï Kariakine      | Drapeau de l'Ukraine                            | 2580 |
| 85 | Mohammed Al-Modiahki   | Drapeau du Qatar                                | 2579 |
| 86 | Sergueï Dolmatov       | Drapeau de la Russie                            | 2573 |

| No  | Joueur                   | Féd.                     | Elo  |
| --- | ------------------------ | ------------------------ | ---- |
| 87  | Šarūnas Šulskis          | Drapeau de la Lituanie   | 2570 |
| 88  | Rafael Leitão            | Drapeau du Brésil        | 2564 |
| 89  | Merab Gagounachvili      | Drapeau de la Géorgie    | 2562 |
| 90  | Yuri Shulman             | Drapeau des États-Unis   | 2559 |
| 91  | Aleksander Wojtkiewicz   | Drapeau des États-Unis   | 2559 |
| 92  | Ehsan Ghaem Maghami      | Drapeau de l'Iran        | 2558 |
| 93  | Daniel Cámpora           | Drapeau de l'Argentine   | 2557 |
| 94  | Sergey Kudrin            | Drapeau des États-Unis   | 2557 |
| 95  | Magnus Carlsen           | Drapeau de la Norvège    | 2552 |
| 96  | Konstantin Landa         | Drapeau de la Russie     | 2550 |
| 97  | Péter Ács                | Drapeau de la Hongrie    | 2548 |
| 98  | Gadir Gousseinov         | Drapeau de l'Azerbaïdjan | 2548 |
| 99  | Hicham Hamdouchi         | Drapeau du Maroc         | 2544 |
| 100 | Alexander Ivanov         | Drapeau des États-Unis   | 2544 |
| 101 | Alejandro Ramírez        | Drapeau du Costa Rica    | 2542 |
| 102 | Darcy Lima               | Drapeau du Brésil        | 2542 |
| 103 | Dibyendu Barua           | Drapeau de l'Inde        | 2539 |
| 104 | Valeri Neverov           | Drapeau de l'Ukraine     | 2537 |
| 105 | Leonid Kritz             | Drapeau de l'Allemagne   | 2534 |
| 106 | Dimítrios Mastrovasílis  | Drapeau de la Grèce      | 2533 |
| 107 | Mark Paragua             | Drapeau des Philippines  | 2529 |
| 108 | Rodrigo Vásquez Schroder | Drapeau du Chili         | 2523 |
| 109 | Alexeï Barsov            | Drapeau de l'Ouzbékistan | 2507 |
| 110 | Essam El Gindy           | Drapeau de l'Égypte      | 2507 |
| 111 | Mateusz Bartel           | Drapeau de la Pologne    | 2501 |
| 112 | Ahmed Adly               | Drapeau de l'Égypte      | 2490 |
| 113 | Darryl Johansen          | Drapeau de l'Australie   | 2489 |
| 114 | Pascal Charbonneau       | Drapeau du Canada        | 2484 |
| 115 | Morteza Mahjoob          | Drapeau de l'Iran        | 2478 |
| 116 | Das Neelotpal            | Drapeau de l'Inde        | 2457 |
| 117 | Carlos García Palermo    | Drapeau de l'Argentine   | 2444 |
| 118 | Jose Gonzalez Garcia     | Drapeau du Mexique       | 2443 |
| 119 | Mohamed Tissir           | Drapeau du Maroc         | 2442 |
| 120 | Amon Simutowe            | Drapeau de la Zambie     | 2442 |
| 121 | Ronald Dableo            | Drapeau des Philippines  | 2426 |
| 122 | Kivanc Haznedaroglu      | Drapeau de la Turquie    | 2395 |
| 123 | Hameed Mansour Ali Kadhi | Drapeau du Yémen         | 2379 |
| 124 | Adlane Arab              | Drapeau de l'Algérie     | 2374 |
| 125 | Kenneth Solomon          | Drapeau d'Afrique du Sud | 2352 |
| 126 | Hussien Asabri           | Drapeau de la Libye      | 2277 |
| 127 | Abobker Elarbi           | Drapeau de la Libye      | 2257 |
| 128 | Tarik Abulhul            | Drapeau de la Libye      | 2076 |

Quatre joueurs ne se sont pas présentés à la première ronde et ont été déclarés forfait : Morozevitch, Milov, Shulman et Hjartarson.

## Classement
Vainqueur
Rustam Qosimjonov
Finaliste
Michael Adams
Demi-finalistes
- Veselin Topalov
- Teimour Radjabov

Quart de finalistes
- Andreï Kharlov
- Aleksandr Grichtchouk
- Leinier Dominguez
- Vladimir Akopian

Éliminés en huitième de finale (quatrième tour)
- Zdenko Kožul
- Liviu-Dieter Nisipeanu
- Aleksandr Beliavski
- Zoltán Almási
- Pavel Smirnov
- Alekseï Dreïev
- Hikaru Nakamura
- Michal Krasenkow

## Tableau final
|  | Huitièmes de finale    | Huitièmes de finale |                       |     | Quarts de finale | Quarts de finale |  |  | Demi-finales | Demi-finales |  |  | Finale | Finale |
|  | Huitièmes de finale    | Huitièmes de finale |                       |     | Quarts de finale | Quarts de finale |  |  | Demi-finales | Demi-finales |  |  | Finale | Finale |
|  |                        |                     |                       |     |                  |                  |  |  |              |              |  |  |        |        |
|  |                        |                     |                       |     |                  |                  |  |  |              |              |  |  |        |        |
|  |                        |                     |                       |     |                  |                  |  |  |              |              |  |  |        |        |
|  | Veselin Topalov        | 2                   |                       |     |                  |                  |  |  |              |              |  |  |        |        |
|  | Veselin Topalov        | 2                   |                       |     |                  |                  |  |  |              |              |  |  |        |        |
|  | Zdenko Kožul           | 0                   |                       |     |                  |                  |  |  |              |              |  |  |        |        |
|  | Zdenko Kožul           | 0                   | Veselin Topalov       | 2   |                  |                  |  |  |              |              |  |  |        |        |
|  |                        |                     | Veselin Topalov       | 2   |                  |                  |  |  |              |              |  |  |        |        |
|  |                        | Andreï Kharlov      | 0                     |     |                  |                  |  |  |              |              |  |  |        |        |
|  | Andreï Kharlov         | Andreï Kharlov      | 0                     | 4   |                  |                  |  |  |              |              |  |  |        |        |
|  | Andreï Kharlov         |                     |                       | 4   |                  |                  |  |  |              |              |  |  |        |        |
|  | Liviu-Dieter Nisipeanu | 3                   |                       |     |                  |                  |  |  |              |              |  |  |        |        |
|  | Liviu-Dieter Nisipeanu | 3                   | Veselin Topalov       | 2   |                  |                  |  |  |              |              |  |  |        |        |
|  |                        |                     | Veselin Topalov       | 2   |                  |                  |  |  |              |              |  |  |        |        |
|  |                        | Rustam Qosimjonov   | 4                     |     |                  |                  |  |  |              |              |  |  |        |        |
|  | Aleksandr Grichtchouk  | Rustam Qosimjonov   | 4                     | 3,5 |                  |                  |  |  |              |              |  |  |        |        |
|  | Aleksandr Grichtchouk  |                     |                       | 3,5 |                  |                  |  |  |              |              |  |  |        |        |
|  | Aleksandr Beliavski    | 2,5                 |                       |     |                  |                  |  |  |              |              |  |  |        |        |
|  | Aleksandr Beliavski    | 2,5                 | Aleksandr Grichtchouk | 1   |                  |                  |  |  |              |              |  |  |        |        |
|  |                        |                     | Aleksandr Grichtchouk | 1   |                  |                  |  |  |              |              |  |  |        |        |
|  |                        | Rustam Qosimjonov   | 3                     |     |                  |                  |  |  |              |              |  |  |        |        |
|  | Rustam Qosimjonov      | Rustam Qosimjonov   | 3                     | 2   |                  |                  |  |  |              |              |  |  |        |        |
|  | Rustam Qosimjonov      |                     |                       | 2   |                  |                  |  |  |              |              |  |  |        |        |
|  | Zoltán Almási          | 0                   |                       |     |                  |                  |  |  |              |              |  |  |        |        |
|  | Zoltán Almási          | 0                   | Rustam Qosimjonov     | 4,5 |                  |                  |  |  |              |              |  |  |        |        |
|  |                        |                     | Rustam Qosimjonov     | 4,5 |                  |                  |  |  |              |              |  |  |        |        |
|  |                        | Michael Adams       | 3,5                   |     |                  |                  |  |  |              |              |  |  |        |        |
|  | Teimour Radjabov       | Michael Adams       | 3,5                   | 3,5 |                  |                  |  |  |              |              |  |  |        |        |
|  | Teimour Radjabov       |                     |                       | 3,5 |                  |                  |  |  |              |              |  |  |        |        |
|  | Pavel Smirnov          | 2,5                 |                       |     |                  |                  |  |  |              |              |  |  |        |        |
|  | Pavel Smirnov          | 2,5                 | Teimour Radjabov      | 3,5 |                  |                  |  |  |              |              |  |  |        |        |
|  |                        |                     | Teimour Radjabov      | 3,5 |                  |                  |  |  |              |              |  |  |        |        |
|  |                        | Leinier Domínguez   | 3,5                   |     |                  |                  |  |  |              |              |  |  |        |        |
|  | Leinier Domínguez      | Leinier Domínguez   | 3,5                   | 2,5 |                  |                  |  |  |              |              |  |  |        |        |
|  | Leinier Domínguez      |                     |                       | 2,5 |                  |                  |  |  |              |              |  |  |        |        |
|  | Alekseï Dreïev         | 1,5                 |                       |     |                  |                  |  |  |              |              |  |  |        |        |
|  | Alekseï Dreïev         | 1,5                 | Teimour Radjabov      | 1,5 |                  |                  |  |  |              |              |  |  |        |        |
|  |                        |                     | Teimour Radjabov      | 1,5 |                  |                  |  |  |              |              |  |  |        |        |
|  |                        | Michael Adams       | 2,5                   |     |                  |                  |  |  |              |              |  |  |        |        |
|  | Michael Adams          | Michael Adams       | 2,5                   | 1,5 |                  |                  |  |  |              |              |  |  |        |        |
|  | Michael Adams          |                     |                       | 1,5 |                  |                  |  |  |              |              |  |  |        |        |
|  | Hikaru Nakamura        | 0,5                 |                       |     |                  |                  |  |  |              |              |  |  |        |        |
|  | Hikaru Nakamura        | 0,5                 | Michael Adams         | 1,5 |                  |                  |  |  |              |              |  |  |        |        |
|  |                        |                     | Michael Adams         | 1,5 |                  |                  |  |  |              |              |  |  |        |        |
|  |                        | Vladimir Akopian    | 0,5                   |     |                  |                  |  |  |              |              |  |  |        |        |
|  | Vladimir Akopian       | Vladimir Akopian    | 0,5                   | 1,5 |                  |                  |  |  |              |              |  |  |        |        |
|  | Vladimir Akopian       |                     |                       | 1,5 |                  |                  |  |  |              |              |  |  |        |        |
|  | Michał Krasenkow       | 0,5                 |                       |     |                  |                  |  |  |              |              |  |  |        |        |
|  | Michał Krasenkow       | 0,5                 |                       |     |                  |                  |  |  |              |              |  |  |        |        |

## Résultats détaillés

### Ronde 1
| Tableau |               | score       |                   |
| ------- | ------------- | ----------- | ----------------- |
| 1       | Topalov       | 2-0         | Abulhul           |
| 2       | Delchev       | 1,5-0,5     | Galkin            |
| 3       | Acs           | 2,5-1,5     | Nikolic           |
| 4       | Movsesian     | 2,5-1,5     | Landa             |
| 5       | Gourevitch    | 1,5-0,5     | Johansen          |
| 6       | Kozul         | 2-0         | Dao               |
| 7       | Rublevsky     | 3-1         | Adly              |
| 8       | Iodrachescu   | 1,5-0,5     | Morovic Fernandez |
| 9       | Nisipeanu     | 1,5-0,5     | Dableo            |
| 10      | Tiviakov      | 4-3         | Sargissian        |
| 11      | Mamedyarov    | 3-1         | Neverov           |
| 12      | Lputian       | 2-0         | Gagunashvili      |
| 13      | Sokolov       | 2-0         | Simutowe          |
| 14      | Kharlov       | 2,5-1,5     | Dautov            |
| 15      | Kritz         | 2-0         | Sasikiran         |
| 16      | Leitao        | 1,5-0,5     | Zhang             |
| 17      | Grischuk      | 1,5-0,5     | Solomon           |
| 18      | Kotroniás     | 2,5-1,5     | Katcheichvili     |
| 19      | Van Wely      | 3-1         | Ivanov            |
| 20      | Filippov      | 1,5-0,5     | Campora           |
| 21      | Neelotpal     | par forfait | Milov             |
| 22      | Anastasian    | 1,5-0,5     | Bu                |
| 23      | Beliavsky     | 2,5-1,5     | Barsov            |
| 24      | Kobalia       | 1,5-0,5     | Karjakin          |
| 25      | Ivanchuk      | 2-0         | Arab              |
| 26      | Harikrishna   | 2,5-1,5     | Xu                |
| 27      | Qosimjonov    | 2,5-1,5     | Ramirez           |
| 28      | Ghaem Maghami | 2-0         | Vaganian          |
| 29      | Ye            | 2,5-1,5     | Garcia Palermo    |
| 30      | Ni            | 4-3         | Vladimirov        |
| 31      | Vallejo Pons  | 3,5-2,5     | Vasquez           |
| 32      | Almási        | 2-0         | Al-Modiahki       |

| Tableau |                 | score       |               |
| ------- | --------------- | ----------- | ------------- |
| 33      | Elarbi          | par forfait | Morozevich    |
| 34      | Smirnov         | 2,5-1,5     | Bruzon        |
| 35      | Guseinov        | 2,5-1,5     | Vescovi       |
| 36      | Aronian         | 2,5-1,5     | Carlsen       |
| 37      | Bacrot          | 2-0         | Charbonneau   |
| 38      | Sadvakassov     | 2-0         | Kotsur        |
| 39      | Radjabov        | 2-0         | Bartel        |
| 40      | Nielsen         | 2-0         | Ganguly       |
| 41      | Malakhov        | 1,5-0,5     | Haznedaroglu  |
| 42      | Dominguez       | 2,5-1,5     | Inarkiev      |
| 43      | Graf            | 2-0         | Barua         |
| 44      | Tkachiev        | par forfait | Shulman       |
| 45      | Dreev           | 2-0         | Tissir        |
| 46      | Felgaer         | 4-3         | Jobava        |
| 47      | Sakaïev         | 1,5-0,5     | Mastrovasilis |
| 48      | Sulskis         | 1,5-0,5     | Macieja       |
| 49      | Adams           | 2-0         | Asabri        |
| 50      | Asrian          | 2,5-1,5     | Agrest        |
| 51      | Hamdouchi       | 1,5-0,5     | Motylev       |
| 52      | Kudrin          | par forfait | Hjartarson    |
| 53      | Azmaiparashvili | 3-1         | Mahjoob       |
| 54      | Lastin          | 1,5-0,5     | Kempinski     |
| 55      | Aleksandrov     | 1,5-0,5     | El Gindy      |
| 56      | Nakamura        | 3-1         | Volkov        |
| 57      | Short           | 2-0         | Kadhi         |
| 58      | Krasenkow       | 1,5-0,5     | Milos         |
| 59      | Zvjaginsev      | 2-0         | Lima          |
| 60      | Wojtkiewicz     | 1,5-0,5     | Georgiev      |
| 61      | Akopian         | 1,5-0,5     | Gonzalez      |
| 62      | Adianto         | 1,5-0,5     | Alekseev      |
| 63      | Bologan         | 3-1         | Paragua       |
| 64      | Moiseenko       | 1,5-0,5     | Dolmatov      |

### Ronde 2
| Tableau |            | score   |               |
| ------- | ---------- | ------- | ------------- |
| 1       | Topalov    | 2-0     | Delchev       |
| 2       | Movsesian  | 4-2     | Acs           |
| 3       | Kozul      | 1,5-0,5 | Gourevitch    |
| 4       | Rublevsky  | 3,5-2,5 | Iodrachescu   |
| 5       | Nisipeanu  | 1,5-0,5 | Tiviakov      |
| 6       | Mamedyarov | 4-3     | Lputian       |
| 7       | Kharlov    | 1,5-0,5 | Sokolov       |
| 8       | Leitao     | 1,5-0,5 | Kritz         |
| 9       | Grischuk   | 2-0     | Kotroniás     |
| 10      | Filippov   | 4-2     | Van Wely      |
| 11      | Anastasian | 2,5-1,5 | Neelotpal     |
| 12      | Beliavsky  | 2,5-1,5 | Kobalia       |
| 13      | Ivanchuk   | 3-1     | Harikrishna   |
| 14      | Qosimjonov | 1,5-0,5 | Ghaem Maghami |
| 15      | Ye         | 4-3     | Ni            |
| 16      | Almási     | 2,5-1,5 | Vallejo Pons  |

| Tableau |            | score   |                 |
| ------- | ---------- | ------- | --------------- |
| 17      | Smirnov    | 2-0     | Elarbi          |
| 18      | Aronian    | 2-0     | Guseinov        |
| 19      | Bacrot     | 1,5-0,5 | Sadvakassov     |
| 20      | Radjabov   | 4-3     | Nielsen         |
| 21      | Dominguez  | 4-3     | Malakhov        |
| 22      | Tkachiev   | 1,5-0,5 | Graf            |
| 23      | Dreev      | 2-0     | Felgaer         |
| 24      | Sakaïev    | 2-0     | Sulskis         |
| 25      | Adams      | 1,5-0,5 | Asrian          |
| 26      | Hamdouchi  | 4-3     | Kudrin          |
| 27      | Lastin     | 2,5-1,5 | Azmaiparashvili |
| 28      | Nakamura   | 1,5-0,5 | Aleksandrov     |
| 29      | Krasenkow  | 1,5-0,5 | Short           |
| 30      | Zvjaginsev | 2,5-1,5 | Wojtkiewicz     |
| 31      | Akopian    | 1,5-0,5 | Adianto         |
| 32      | Moiseenko  | 2,5-1,5 | Bologan         |

### Ronde 3
| Tableau |            | score   |            |
| ------- | ---------- | ------- | ---------- |
| 1       | Topalov    | 1,5-0,5 | Movsesian  |
| 2       | Kozul      | 2-0     | Rublevsky  |
| 3       | Nisipeanu  | 2,5-1,5 | Mamedyarov |
| 4       | Kharlov    | 1,5-0,5 | Leitao     |
| 5       | Grischuk   | 4-2     | Filippov   |
| 6       | Beliavsky  | 1,5-0,5 | Anastasian |
| 7       | Qosimjonov | 2,5-1,5 | Ivanchuk   |
| 8       | Almási     | 1,5-0,5 | Ye         |

| Tableau |           | score   |            |
| ------- | --------- | ------- | ---------- |
| 9       | Smirnov   | 4-3     | Aronian    |
| 10      | Radjabov  | 2,5-1,5 | Bacrot     |
| 11      | Dominguez | 2-0     | Tkachiev   |
| 12      | Dreev     | 4-3     | Sakaïev    |
| 13      | Adams     | 1,5-0,5 | Hamdouchi  |
| 14      | Nakamura  | 1,5-0,5 | Lastin     |
| 15      | Krasenkow | 1,5-0,5 | Zvjaginsev |
| 16      | Akopian   | 1,5-0,5 | Moiseenko  |

### Huitièmes de finale
| Tableau |            | score   |           |
| ------- | ---------- | ------- | --------- |
| 1       | Topalov    | 2-0     | Kozul     |
| 2       | Kharlov    | 4-3     | Nisipeanu |
| 3       | Grischuk   | 3,5-2,5 | Beliavsky |
| 4       | Qosimjonov | 2-0     | Almási    |

| Tableau |           | score   |           |
| ------- | --------- | ------- | --------- |
| 5       | Radjabov  | 3,5-2,5 | Smirnov   |
| 6       | Dominguez | 2,5-1,5 | Dreev     |
| 7       | Adams     | 1,5-0,5 | Nakamura  |
| 8       | Akopian   | 1,5-0,5 | Krasenkow |

### Quarts de finale
| Tableau |            | score |          |
| ------- | ---------- | ----- | -------- |
| 1       | Topalov    | 2-0   | Kharlov  |
| 2       | Qosimjonov | 3-1   | Grischuk |

| Tableau |          | score   |           |
| ------- | -------- | ------- | --------- |
| 3       | Radjabov | 3,5-3,5 | Dominguez |
| 4       | Adams    | 1,5-0,5 | Akopian   |

### Demi-finales
|            | score   |          |
| ---------- | ------- | -------- |
| Qosimjonov | 4-2     | Topalov  |
| Adams      | 2,5-1,5 | Radjabov |

### Finale
|            | score   |       |
| ---------- | ------- | ----- |
| Qosimjonov | 4,5-3,5 | Adams |